# Вилхелм Сабо
Вижте пояснителната страница за други личности с името Сабо.
Вилхелм Сабо (на немски: Wilhelm Szabo) е австрийски писател и преводач, автор на поезия и проза.

## Биография
Вилхелм Сабо е роден през 1901 г. във Виена. Израства в приемно семейство на дребни селяни в областта Валдфиртел, провинция Долна Австрия, общност Лихтенау край Гфьол.
Изкарва курс за дърводелец във Виена, завършва с успех обучение за учител в Санкт Пьолтен и впоследствие работи като основен, а после като гимназиален преподавател в различни училища на Валдфиртел.
През 1933 г. за първи път се изявява литературно със стихосбирката „Чуждото село“ („Das fremde Dorf“).
Жени се през 1937 г. за момиче от видно еврейско семейство и по време на националсоциалистическата диктатура в Австрия от 1939 до 1945 г. е уволнен по политически причини. Налага се да изкарва препитанието си като дървосекач, градинар, органист в манастира Цветл, а също като редактор в мюнхенско издателство.
След 1945 г. отново упражнява първоначалната си професия и в последна сметка става директор и главен училищен съветник в общността Вайтра във Валдфиртел.
След пенсионирането си Вилхелм Сабо живее от 1966 г. до смъртта си през 1986 г. във Виена-Дьоблинг.

## Литературна дейност
През 70-те години Сабо се изявява също като преводач на поезия. Към претворените от него автори спадат Робърт Фрост, Сергей Есенин, Найдхарт фон Ройентал и Елинор Уайли.
Вилхелм Сабо е член на председателството на австрийския ПЕН клуб.

## Награди и отличия
- 1954: „Награда Георг Тракъл“ (за поезия)
- 1957: Förderungspreis der Theodor-Körner-Stiftung
- 1961: Kulturpreis des Landes Niederösterreich
- 1962: „Литературна награда на Виена“
- Wilhelm-Szabo-Straße in der Stadt Weitra (Waldviertel)
- Ehrenmitglied im Österreichischen Schriftstellerverband

През 2002 г. Австрийският съюз на писателите присъжда по случай 100-годишнината от рождението на Вилхелм Сабо литературната награда за поезия „Велхелм Сабо“.